# Antoinette Perry
Antoinette Perry é uma política canadense que ocupo o cargo de 29ª tenente-governadora da província canadense da Ilha do Príncipe Eduardo entre 2017 e 2024.